# Atacames
Atacames è una cittadina della provincia ecuadoriana di Esmeraldas.
Situata circa 25 km a sud-ovest di Esmeraldas, capoluogo provinciale, è il capoluogo del cantone omonimo, ha una popolazione di 15.463 abitanti (dato del 2010).
Tradizionale villaggio di pescatori, prende il nome dalla cultura indigena che occupava questa zona, i Tacamas o Atacames.
Negli ultimi trent'anni si è trasformata nella più popolare località balneare dell'Ecuador insieme a Salinas. Le sue spiagge sono frequentate soprattutto da ecuadoriani, provenienti dalla capitale Quito, e da colombiani.
La vita notturna è intensa, soprattutto nei fine settimana e nei periodi di festa, ed è concentrata prevalentemente nei chioschi sulla spiaggia, dove i turisti possono ballare ascoltando musica in stile caraibico (salsa, merengue, reggaeton) e consumare frutta fresca e bevande tradizionali.
Il centro di Atacames è attraversato dalla strada proveniente da Esmeraldas e separato dalla zona delle spiagge dal fiume Atacames sul quale passa un ponte pedonale.

## Storia
I luoghi attorno Atacames sono stati popolati, nel periodo del colonialismo, dal popolo degli Atacames, che sembra che abbiano condiviso la stessa lingua e cultura degli esmeraldeños di Esmeraldas.

### Combattimento navale
Nei giorni 1 e 2 luglio del 1594 la baia di Atacames è stata teatro di un combattimento navale tra spagnoli e inglesi. La nave inglese The Daínty, capitanata da Sir Richard Hawkins, si era presentata nel porto di Chincha il 4 giugno, e avendo visto che gli spagnoli si stavano preparando al combattimento, aveva fatto rotta verso nord, inseguita da tre navi capitanate da Francisco Beltrán de Castro che, partito da Callao, si mise sulle sue tracce. Il Dainty fu sorpreso nei pressi delle coste di fronte ad Atacames nel pomeriggio del primo luglio e fu immediatamente attaccato. La notte giunse a porre tregua alla battaglia ma il giorno successivo Hawkins, subite numerose perdite, dovette arrendersi in cambio di avere salva la vita. Gli inglesi furono poi portati a Lima, e successivamente mandati in Spagna dove passarono un lungo periodo di prigione